# Daniel Jones (phonéticien)
Pour les articles homonymes, voir Daniel Jones et Jones.
Daniel Jones est un phonéticien britannique né le 12 septembre 1881 à Londres et mort le 4 décembre 1967 à Gerrards Cross, dans le Buckinghamshire.

## Biographie
Passionné par les langues dès l'enfance, Jones étudie en France sous la direction de Paul Passy en 1905-1906 avant de partir enseigner la phonétique au University College de Londres. Ses cours rencontrent un tel succès qu'en 1912, le college ouvre un département de phonétique, le premier au Royaume-Uni, dont Jones prend la tête. Il prend sa retraite en 1949 et devient président de l'Association phonétique internationale l'année suivante, poste qu'il occupe jusqu'à sa mort.
Ses travaux ont eu une influence durable : il est le premier à définir le concept de morphème, et à décrire la Received Pronunciation de l'anglais dans son English Pronunciation Dictionary (1917), un ouvrage de référence continuellement mis à jour depuis sa parution. Il a également travaillé sur la phonologie du tswana, du cantonais et du cingalais, entre autres.